# Diocèse des Tonga
Le diocèse des Tonga est une Église particulière de l’Église catholique couvrant l'État souverain des Tonga, dans le Pacifique.

## Historique
Le vicariat apostolique de l'Océanie centrale est créé le 23 août 1842 par Grégoire XVI.
Après création des vicariats de Nouvelle-Calédonie, Samoa, Fidji et Wallis-et-Futuna, le vicariat change de nom en 1937 pour devenir le vicariat apostolique des îles Tonga.
Le 22 mars 1957, il devient le vicariat apostolique des îles Tonga et Niue lorsque le petit territoire de Niue lui est rattaché.
Le diocèse est érigé à partir de ce vicariat apostolique le 21 juin 1966 par Paul VI, Niue rejoignant à cette occasion le diocèse de Rarotonga qui couvre également les îles Cook.

## Caractéristiques
Le diocèse couvre l'intégralité des Tonga soit 947 km2 et 103 391 habitants (2011). Le siège épiscopal du diocèse  est localisé à Nuku'alofa, la capitale des Tonga. Il s'agit d'un diocèse exempt, c'est-à-dire directement sujet du Saint-Siège.
Selon l'Annuario pontificio de 2011, le diocèse comptait 13 367 baptisés sur 103 391 habitants estimés, soit une part de 12,9 % de la population totale.
Le diocèse compte vingt-neuf prêtres diocésains et neuf autres prêtres. L'évêque est, depuis le 18 avril 2008, Soane Patita Paini Mafi.

## Les vicaires apostoliques et évêques des Tonga

### Vicaires apostoliques
1. Pierre Bataillon, S.M. † (1842 - 1863)
2. Aloys Elloy, S.M. † (1872 - 1878)
3. Jean-Amand Lamaze, S.M. † (1879 - 1906)
4. Armand Olier, S.M. † (1906 - 1911)
5. Joseph-Felix Blanc, S.M. † (1912 - 1952)
6. John Hubert Macey Rodgers, S.M. † (1953 - 1966), nommé premier évêque de Tonga

### Évêques
1. John Hubert Macey Rodgers, S.M. † (1966 - 1972)
2. Patelisio Punou-Ki-Hihifo Finau, S.M. † (1972 - 1993)
3. Soane Lilo Foliaki, S.M. † (1994 - 2008)
4. Soane Patita Paini Mafi, depuis le 18 avril 2008